# Rotenberg 교육 센터 판사
로텐버그 판사 교육 센터[제이알씨]는 발달 장애, 감정 불안, 그리고 자폐적 행동을 가진 사람들을 위한 것이다.
리모컨으로 재소자에게 전기 충격을 가하는 장치인, 단계적 전기 감속기(지이디)의 그것의 사용으로 그것은 알려져있다.
그 장치는 매튜 이스라엘, 단체의 설립자에 의해 만들어졌다.
식품의약국은 2020년에 지이디에의 공식적 규제를 발표했지만, 코로나 바이러스 19 감염병의 지속에 대한 행정적 유지를 지속하는 몇몇 거주인에게 장치가 계속해서 사용되었다.
2021년 7월에, 항소 법원 [워싱턴] 디씨 순회지구는 다음과 같이 판결했는데 그것은 에피디에이가 “부분적 유지”를 시행할 수 없고 폭넓은 규제를 혹은 전적인 규제폐지를 시행해야 한다는 것이었는데, 그렇게 그러는 동안에 제이알씨가 55명의 사람들을 충격에 빠트리는 것을 지속하도록 허용하면서 말이다. 

## 같이 보기
- 미국의 비윤리적 인체 실험